# İbrahim Üzülmez
İbrahim Üzülmez (İzmit, 10 de março de 1974) é um treinador ex-futebolista profissional turco.

## Carreira
Iniciou a carreira profissional em 1993, no inexpressivo Gönenspor. Jogaria também por Karabükspor, İskenderun Demir Çelikspor, Karabükspor (duas passagens), Amasyaspor e Gaziantepspor.

## Seleção
İbrahim Üzülmez integrou a Seleção Turca de Futebol na Copa das Confederações de 2003.

## Títulos
Seleção Turca
- Copa das Confederações de 2003: 3º Lugar